# Civilní Obrana (hudební skupina)
Civilní Obrana je česká punkrocková skupina z Čáslavi.
Skupina vznikla v roce 2005, kdy studenti ze Střední průmyslové školy v Čáslavi začali hrát na kytary v bývalém skladu Civilní obrany. Veřejně vystupovat začali o dva roky později. Za dobu svého působení kapela účinkovala na festivalech jako je Votvírák, Sázavafest, Trutnov Open Air, Přeštěnice Music Festival, Natruc apod. a také se účastnila turné s kapelami jako Mandrage, Rybičky 48, Wohnout atd.[zdroj⁠?!] Vydala čtyři studiová alba (Konkurz, [So:wA]?, Loterie a Zlatá deska) a několik samostatných singlů (např. „Pussy je kunda“, „Holku pevnou mít“, „I Like Mrkvička“ nebo „Tereza“).

## Obsazení

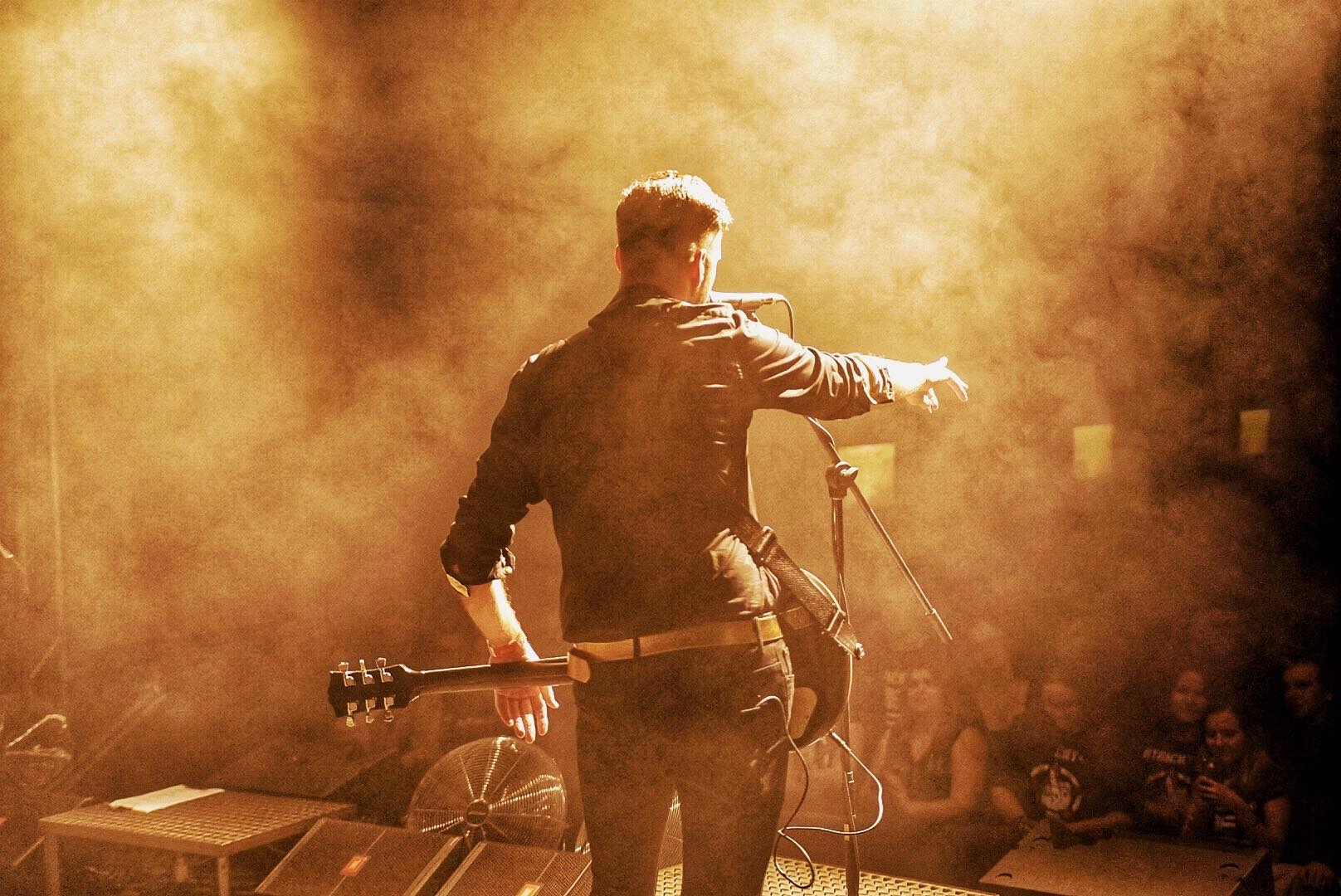
Mára

- Marek Calík – zpěv, kytara, texty. Původně se věnoval fotbalu a byl klarinetistou DOM ZUŠ Čáslav.[1]

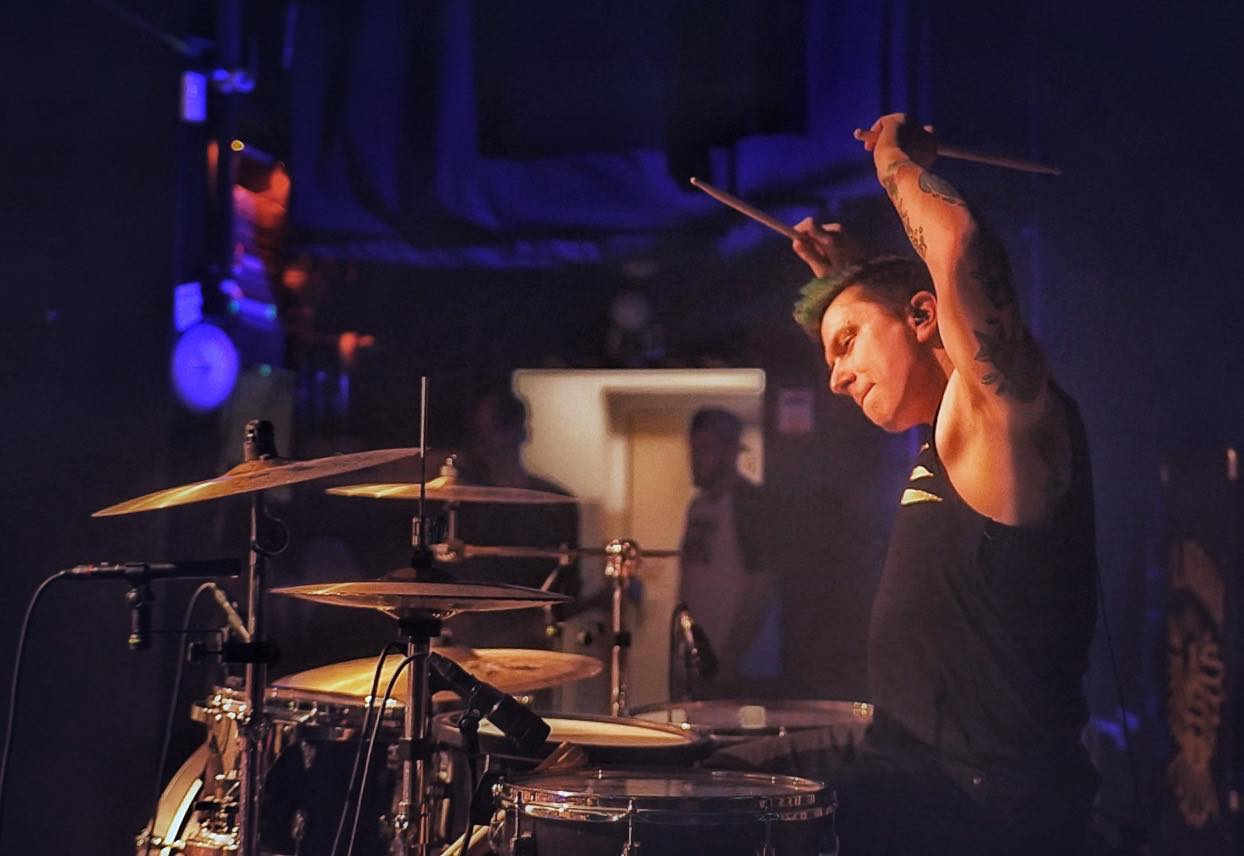
Pavel

- Pavel Neumann – bicí, elektronika, technika. Nejdříve hrál v dechovce, je to také bývalý klarinetista DOM ZUŠ Čáslav.[1]

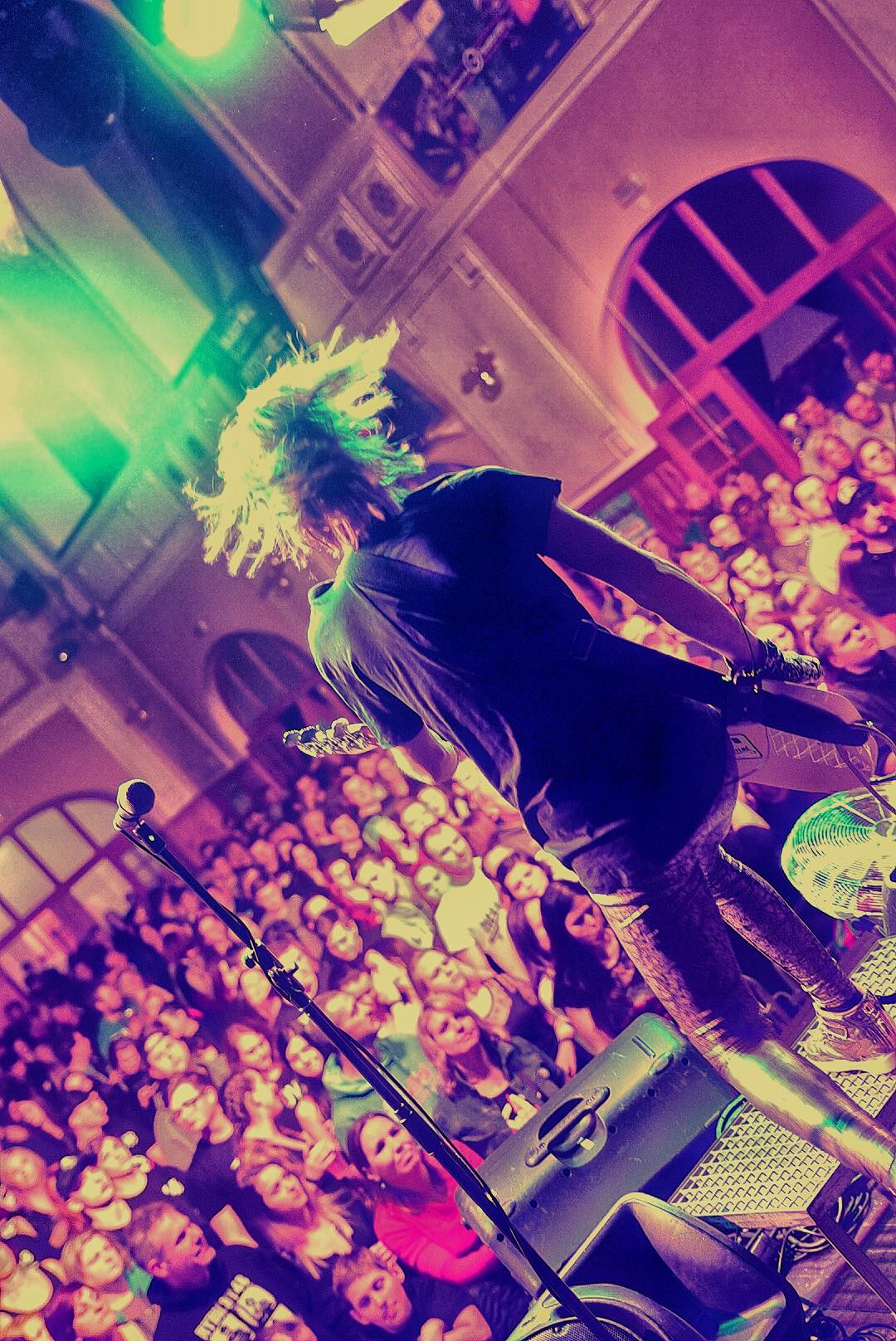
Pepa

- Josef Semerád – baskytara, zpěv. Pochází z Třemošnice, hrál v kapelách: Obětavost občanstva, Ústřední topení a Heating.[1]
- Miloslav Procházka – kytara, zpěv. Bývalý poloprofesionální fotbalista. [2]

## Bývalí členové
- Jirka Horák (kytara)
- Tomáš Beránek (kytara)
- Standa Příhoda (baskytara)

## Diskografie

### Alba
| Rok  | Název       |
| ---- | ----------- |
| 2007 | Konkurz     |
| 2009 | [So:wA]?    |
| 2012 | Loterie     |
| 2019 | Zlatá deska |

### Singly
V posledních letech kapela vydává hlavně singly, které rovnou doplňuje o videoklip.
| Rok  | Název            |
| ---- | ---------------- |
| 2014 | Pussy je kunda   |
| 2015 | Za tebou         |
| 2016 | Holku pevnou mít |
| 2017 | I like mrkvička  |
| 2018 | Tereza           |

### Videoklipy
| Rok  | Název                       | Odkaz                                            |
| ---- | --------------------------- | ------------------------------------------------ |
| 2010 | To stačí                    | https://youtu.be/jkbXgSh8O9U                     |
| 2011 | Opilá princezna             | https://youtu.be/1GW6eDW-AJk                     |
| 2013 | Ruleta                      | https://youtu.be/ewia1grlDSM                     |
| 2013 | Ruleta (jak to mohlo být)   | https://youtu.be/QUD8NuJs0ic                     |
| 2013 | Scénář                      | https://youtu.be/EAMQETyVqw4                     |
| 2014 | Pussy je kunda              | https://youtu.be/xD8KneOzsa4                     |
| 2015 | Za tebou                    | https://youtu.be/Zw0AimxTUbk                     |
| 2016 | Holku pevnou mít            | https://youtu.be/I1evZWkCCDo                     |
| 2017 | I like mrkvička             | https://youtu.be/5EOR0JKES1M                     |
| 2018 | Lehká                       | https://youtu.be/x9Xzq0pFIoo                     |
| 2018 | Tereza #039                 | https://youtu.be/S6kCJ8V29mA                     |
| 2019 | To dokáže chlap             | https://youtu.be/MXwYIkwVOzE?si=vCQ4AZN-ZHyO68aC |
| 2021 | S tvojí mámou               | https://youtu.be/Ap8naEtybn8?si=rSiIvSkuqQab1eEK |
| 2022 | Já si tě vypiplám           | https://youtu.be/wtbz5iyHozM?si=B5gwbFhWpThtvBCU |
| 2023 | Drinky mi podávejte řetězem | https://youtu.be/VA0OXD1xOLI?si=17TPsb4U01umGmGg |